# Baie de Buyan
Buyan est une baie au sud-ouest de la mer de Béring, au nord-est de l'île de Béring, faisant partie des îles du Commandeur (Komandorski). Le site fait partie de la réserve des Îles Komandorski.

## Géographie

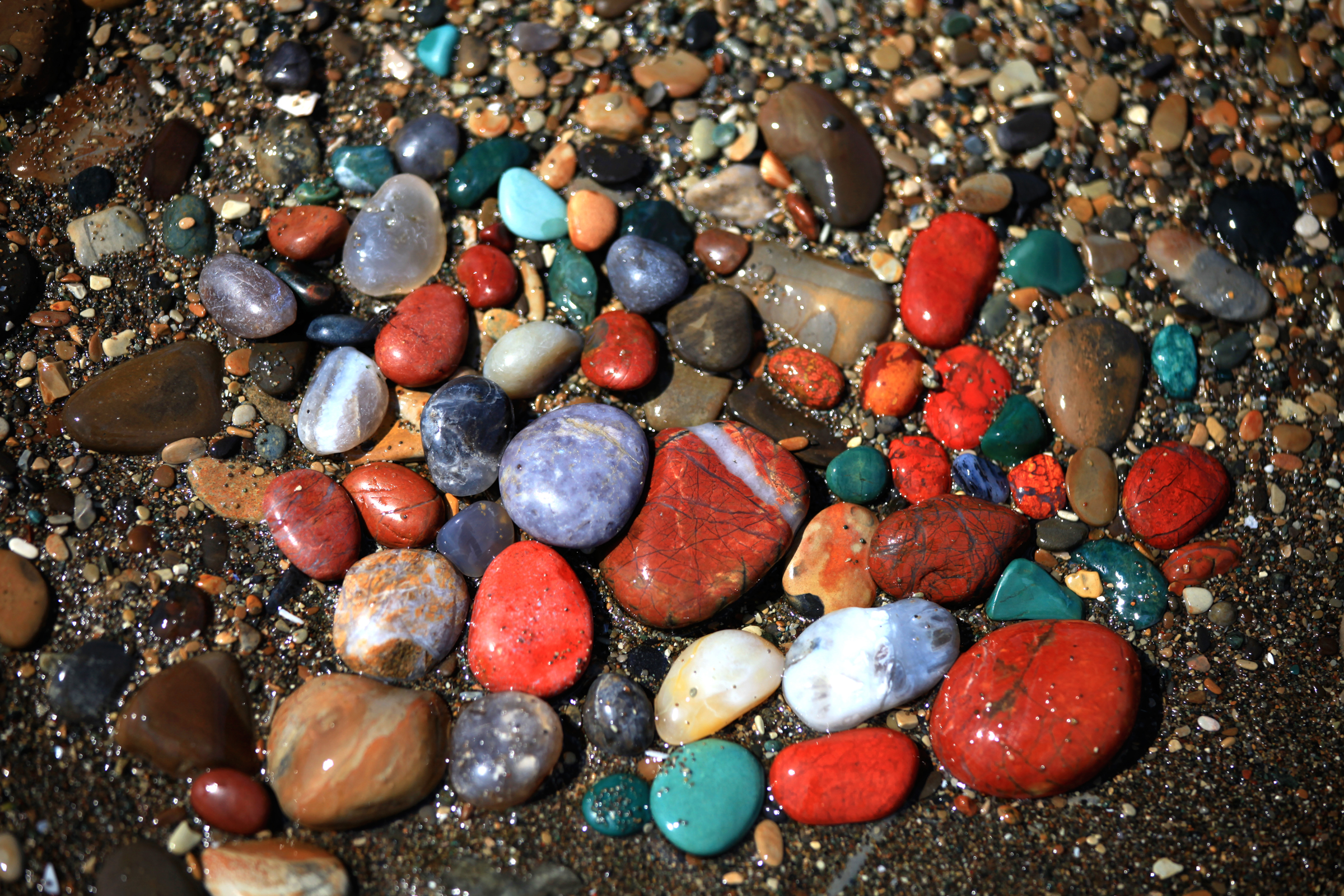
Pierres colorées sur la plage de la baie

L'embouchure de la rivière Buyan est située dans la baie. 
La marée moyenne est de 1,3 mètres, la plus grande profondeur est de 4 mètres.
Au bord de la baie, la rivière nettoie des pierres précieuses provenant de laves basaltiques - opales, agates, jaspes et calcédoine.